# Victòria Lluïsa de Prússia
Victòria Lluïsa de Prússia (Potsdam, 13 de setembre de 1892 - Hannover, 1980) fou duquessa de Brunsvic i princesa de Prússia i d'Alemanya.
Nasqué a Potsdam el 1892 essent filla del kàiser Guillem II de Prússia i de la princesa Augusta Victòria de Schleswig-Holstein-Sondenburg-Augustenburg. Era per tant neta paterna del kàiser Frederic III d'Alemanya i de la princesa reial Victòria del Regne Unit.
Es casà el 24 de maig de 1913 amb el duc Ernest August de Hannover, fill del príncep Ernest August de Hannover i de la princesa Thyra de Dinamarca.
El casament tingué tots els elements de la belle epoque: d'una banda fou l'última trobada de la reialesa abans de la Primera Guerra Mundial, i de l'altra la fi de les disputes entre les cases de Hannover i de Hohenzollern iniciades el 1866 quan el primer territori fou annexionat a Prússia. Reberen com a regal de noces el ducat sobirà de Brunsvic (1913-1918).
Tingueren cinc fills: 
- SAR el príncep Ernest August de Hannover nat el 1914 a Brunsvic i mort el 1987 a Hannover. Es casà en primeres núpcies amb la princesa Ortrud de Schleswig-Holstein-Sondenburg-Glücksburg i en segones núpcies amb la comtessa Mònica de Solms-Laubach.
- SAR el príncep Jordi Guillem de Hannover nat el 1915 a Brunsvic i mort el 2006 a Múnic. Es casà amb la princesa Sofia de Grècia.
- SM la reina Frederica de Hannover nascuda el 1917 a Blackenburg i morta el 1981 a Madrid. Es casà amb el rei Pau I de Grècia.
- SAR el príncep Cristià de Hannover nat el 1919 a Àustria i mort a Zúric el 1981. Es casà amb Mireille Dutry.
- SAR el príncep Welf-Enric de Hannover nat el 1923 a Àustria i mort el 1997 a Hessen. Es casà amb la princesa Sofia Alexandra d'Isenburg-Büdingen

Després de la desfeta de 1918 s'exiliaren a les seves possessions austríaques de Gmunden. La duquessa morí a Hannover l'any 1980.
Al llarg de la seva vida tingué una important vida pública. En primer lloc destaquen els interrogants que planegen sobre la participació més o menys activa que tingué la família Hannover o Brunsvic en el moviment nacionalsocialista. En segon lloc, la seva faceta com a escriptora: escrigué una autobiografia titulada La filla del kàiser. I en tercer lloc la participació en la Fundació Konrad Adenauer, vinculada a la CDU i la creació de la «Fundació Duquessa Victòria Lluïsa» per ajudar a les joventuts de la Baixa Saxònia.